# Ladislav Frýba
Ladislav Frýba (* 30. Mai 1929 in Studenec u Horek, Tschechien; † 8. Januar 2019 in Prag) war ein tschechischer Bauingenieur und Ingenieurwissenschaftler.

## Leben und Wirken
Nach dem Besuch des Gymnasiums in Jičín studierte Frýba von 1948 bis 1953 an der Baufakultät der Tschechischen Technischen Universität Prag (ČVUT). Unter der Leitung von Vladimír Koloušek (1909–1976) befasste sich Frýba danach als wissenschaftlicher Mitarbeiter 1953 bis 1954 an der Eisenbahnhochschule in Prag mit der Baudynamik, insbesondere mit Brückenschwingungen. Danach setzte er diese Forschungen bis 1984 bei der Tschechoslowakischen Staatsbahn fort, zuletzt als Chef des Brückenbaus. 1956 erfolgte die Promotion zum Dr. der technischen Wissenschaften (DrSc.) und 10 Jahre später die Habilitation. Seit 1984 arbeitete Frýba als Professor und später als Senior Researcher am Institut für Theoretische und Angewandte Mechanik der Akademie der Wissenschaften der Tschechischen Republik (ASCR) in Prag.
Frýba veröffentlichte über 200 wissenschaftliche Arbeiten, darunter seine international bekannten Monografien über die Dynamik von Brücken und Eisenbahnbrücken, die nicht nur in tschechischer und englischer, sondern auch in chinesischer Sprache vorliegen. Auf ihn geht die Erstellung eines der ersten Computerprogramme zur Analyse der Dynamik von Eisenbahnbrücken zurück. Frýba erstellte Studien für die Bestimmung der Brems- und Anfahrkräfte auf Eisenbahnbrücken, für das Zusammenwirken des Gleises mit der Brücke sowie statistische Verteilungen der Achslasten und Beanspruchungen in Eisenbahnbrücken. Darüber hinaus führte er erste Feldmessungen für die Bestimmung der Abminderungswerte für die Ermüdung durch. Weitere Themen von Frýbas Forschungen waren u. a. statische und dynamische Untersuchungen an orthotropen Platten zwecks Ermittlung der Ermüdungsfestigkeit sowie die Bestimmung dynamischer Einwirkungen auf Hochgeschwindigkeitsstrecken, die zu Resonanzschwingungen von Eisenbahnbrücken führen.
Als sprachbegabter Eisenbahnforscher – neben Tschechisch und Englisch sprach Frýba auch Deutsch, Französisch und Russisch – war er seit 1967 in der internationalen technisch-wissenschaftlichen Gemeinschaftsarbeit aktiv: Seit 1967 als Mitglied und später auch als Vorsitzender in verschiedenen Sachverständigenausschüssen des Office for Research and Experiments (ORE), heute European Rail Research Institute (ERRI) genannt, dem Versuchsamt des Internationalen Eisenbahnverbandes UIC (Union International des Chemins de fer). 1972 Mitglied der Tschechischen Gesellschaft für Mechanik, deren Vorsitz Frýba zwischen 1991 und 2007 viermal übernahm. 1995 Mitglied der Akademie der technischen Wissenschaften der Tschechischen Republik. 1996 bis 1999 Präsident der European Association of Structural Dynamics (EASD). 2004 Mitglied der Redaktion der Zeitschrift Journal of Sound and Vibration.
Etliche Forschungsresultate Frýbas fanden Eingang in die Merkblätter des UIC, die europäischen Vornormen ENV 1991-3 und ENV 1993-2 sowie in das tschechische Normenwerk ČSN. Deshalb übernahm er auch die Edition des Themenheftes Stählerne Eisenbahnbrücken der Zeitschrift Stahlbau und stelle sich als Koeditor des Themenheftes Stahlbau in der Tschechischen und Slowakischen Republik derselben Zeitschrift zur Verfügung.
Auch im Bereich der Ingenieurbiografik war Frýba aktiv. So regte er Klaus Knothe zu etlichen Arbeiten über Eisenbahnforscher an und unterstützte Karl-Eugen Kurrer bei seinen Monografien über die Geschichte der Baustatik mit Material über tschechische Wissenschaftler der Baustatik, Strukturmechanik und des Konstruktiven Ingenieurbaus: Zdeněk Bažant (1879–1954), Václav Dašek, František Faltus, Vladimír Koloušek und Josef Šolín.
Für seine Beiträge zur Baudynamik wurden Frýba fünf Ehrenmedaillen verliehen, zwei in Tschechien und drei in Japan. Am 16. April 2004 verlieh ihm die Fakultät für Verkehrswesen der Universität Pardubice die Ehrendoktorwürde.

## Werke
- Ladislav Frýba: Vibration of Solids and Structures under Moving Loads. Noordhoff International Publishing, Groningen 1972.
- Ladislav Frýba: Dynamics of Railway Bridges. Thomas Telford, London 1996, ISBN 0-7277-2044-9.
- Ladislav Frýba: Dynamische Beanspruchungen von Eisenbahnbrücken und ihre Einflüsse auf die Ermüdung. In: Stahlbau, 67. Jg., 1998, Heft 8, S. 627–633.
- Ladislav Frýba: Statische, dynamische und Ermüdungseigenschaften orthotroper Platten mit Flachrippen. In: Stahlbau, 68. Jg., 1999, Heft 1, S. 15–23.
- Ladislav Frýba, Jiří Náprstek (Hrsg.): Structural dynamics: Proceedings of the Fourth European Conference on Structural Dynamics: EURODYN ’99, Prague, 7–10 June 1999. Vol. 1, Balkema, Rotterdam 1999, ISBN 90-5809-057-4.
- Ladislav Frýba, Jiří Náprstek (Hrsg.): Structural dynamics: Proceedings of the Fourth European Conference on Structural Dynamics: EURODYN ’99, Prague, 7–10 June 1999. Vol. 2, Balkema, Rotterdam 1999, ISBN 90-5809-058-2.
- Ladislav Frýba, Shota Urushadze: Improvement of fatigue properties of orthotropic decks. In: Engineering Structures, 33, 2011, Vol. 3, Issue 4, pp. 1166–1169.